# Удмурт Сюгаил
Удмурт Сюгаил — деревня в Можгинском районе Удмуртской республики Российской Федерации.

## География
Находится в юго-западной части Удмуртии, вдоль автодороги 94К-30, на расстоянии менее 2 км на юго-запад по прямой от районного центра города Можга.

## История
Известна с 1873 года как Вотский Сюгаил с 12 дворами, в 1893 году было 26 дворов (22 удмуртских), в 1905 — 28, в 1924 — 45.

### Административно-территориальная принадлежность
До 1921 года входила в состав Можгинской волости Елабужского уезда Вятской губернии.
В 1921—1929 годах в составе Можгинской волости Можгинского уезда Вотской АО.
До 2021 года входила в состав Сюгаильского сельского поселения.

## Население
| 2008 | 2010 | 2012 |
| ---- | ---- | ---- |
| 445  | ↗462 | ↗469 |

Постоянное население составляло: 74 человека (1873), 149 (1893), 195 (1905), 253 (1924), 403 в 2002 году (русские 43 %, удмурты 53 %), 469 в 2012.

## Известные уроженцы, жители
- Павлов, Никифор Павлович (1922—2008) — советский и российский историк-аграрник.

## Инфраструктура
Личное подсобное хозяйство с зоной сельскохозяйственного использования, индивидуальная застройка усадебного типа.
Основа экономики — сельское хозяйство.

## Транспорт
Деревня доступна автотранспортом. Остановка общественного транспорта «Удмурт Сюгаил».